# Sergeant Cane
 Denne artikel omhandler en dansk popgruppe. Opslagsordet har også en anden betydning, se Cane (tv-serie).
Sergeant Cane, også kendt som Cane og The Sergeant Cane Project, er en dansk popgruppe fra Nordjylland dannet i 1978. Gruppen vandt i 1980 ungdomsbladet Ung Nu's tredje udgave af DM i Popmusik.
Sergeant Cane blev dannet i 1978 af Henrik Grandt Jakobsen (trommer og sang), Troels Mikaelsen (guitar og sang), Knud-Erik Thrane (keyboard og sang) og Flemming Brorson Møller (bas og sang).

## DM i pop 1980
Sergeant Cane vandt i 1980 ungdomsbladet Ung Nus konkurrence, DM i Popmusik, med sangene "Drømmen" (musik og tekst af Leif Kjøgs Hansen og Preben Wolff) og "Varm Nu" (musik og tekst af Knud-Erik Thrane og Henrik Grandt Jakobsen). Cane bestod da foruden Henrik Grandt Jakobsen, Troels Mikaelsen og Knud-Erik Thrane af Lars Viberg (trommer) og Leif Kjøgs Hansen (bas og sang).
Ung nu skrev efterfølgende: "Efter først at have vundet lokalopgøret i Havndal tromlede poporkesteret CANE fra Frederikshavn videre mod sejren i den store finale ...", og fortsatte: "Med et forrygende show og et sikkert greb om det musikalske var det den nordjyske gruppe, der scorede de fleste point hos den nedsatte dommerjury ..." 
Cane udsendte i 1981 "Drømmen" som single med "Varm nu"  som b-side. Pladen blev indspillet i Puk Recording Studios ved Randers, og opnåede placering i Jørn Hjortings program, Danskpoppen, i Danmarks Radio.
Sergeant Cane satte den aktive karrierer på stand by i slutningen af 1981.
I 2017 blev Sergeant Cane gendannet i den originale besætning, og har siden da udgivet to titler.   

## Udgivelser
- Drømmen/Varm Nu, EMI, 1981 [5]
- Leaving Home, Nordton Records, 2018 [6]
- Going Downtown, Nordton Records, 2019 [7]